# Мраморный
Мра́морный — посёлок в Саткинском районе Челябинской области. Входит в состав Саткинского городского поселения.

## География
Через посёлок протекает река Большая Сатка. Ближайшие населённые пункты: посёлки Чёрная Речка и Магнитский.

## История
В 1963 году указом Президиума Верховного Совета РСФСР посёлок Монастырка переименован в Мраморный.

## Население
| 2002 | 2010 |
| ---- | ---- |
| 27   | ↗33  |

По данным Всероссийской переписи, в 2010 году численность населения посёлка составляла 33 человека (19 мужчин и 14 женщин).

## Улицы
Уличная сеть посёлка состоит из 8 улиц.